# Tupátaro (Senguio)
Tupátaro es una localidad del estado mexicano de Michoacán. Es parte del municipio de Senguio. Fue fundada el 29 de julio de 1909.

## Toponimia
El nombre «Tupátaro» proviene de los términos en purépecha: tupa, junco; taru, lugar. Su significado es «cañaveral» o «lugar de juncos».

## Demografía
| Gráfica de evolución demográfica |
|                                  |

| Censo | Población |
| ----- | --------- |
| 1910  | 1600      |
| 1921  | 1508      |
| 1930  | 1923      |
| 1940  | 1828      |
| 1950  | 2131      |
| 1960  | 2096      |
| 1970  | 2656      |
| 1980  | 2045      |
| 1990  | 2406      |
| 2000  | 2066      |
| 2010  | 1581      |
| 2020  | 2303      |